# イオンモール与野

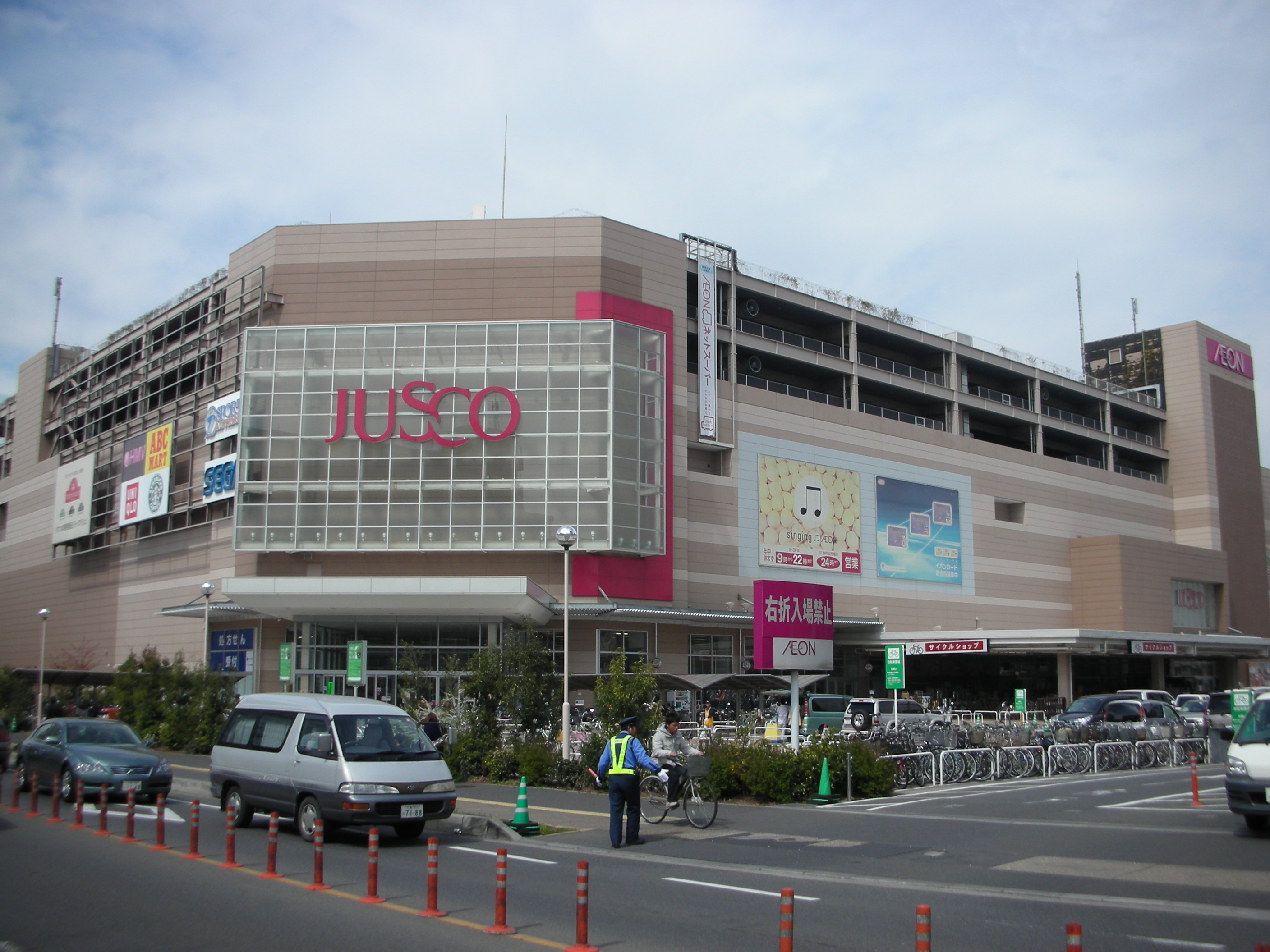
イオン与野ショッピングセンター時代の外観

イオンモール与野（イオンモールよの）は、埼玉県さいたま市中央区に所在するイオンモール株式会社による運営のモール型ショッピングセンター。

## 概要
「ジャスコ与野店」を核店舗とする「イオン与野ショッピングセンター」として2004年（平成16年）12月15日に正式に開業した。
もともと当地には2002年まで日本ピストンリングの与野工場が置かれていたが、同機能を岩手県一関市およびインドネシアに新設するグループ会社の工場へ移転することが決まり、2003年に日商岩井（現・双日）と日本土地建物の特別目的会社である有限会社ネオパス・エフアイエスに70億円で売却された。ネオパスがショッピングセンター建物を開発し、イオンリテールへ賃貸させる形で開業。
建設中の仮称は「イオンさいたまショッピングセンター」であった。なお、日商岩井が取得した区画は長谷工コーポレーション施工の大型分譲マンション「ソフィアさいたま新都心」が分譲されている。
核店舗の「ジャスコ与野店」は2011年（平成23年）3月1日にイオングループの総合スーパーをイオンに店名統一することに伴い、「イオン与野店」に改称した。
2011年（平成23年）から進められたイオンの大型ショッピングセンターの名称の「イオンモール」への統一に伴い、同年11月21日に「イオン与野ショッピングセンター」から「イオンモール与野」に名称が変更された。
2013年（平成25年）11月からイオンリテールの運営していた大型ショッピングセンターをイオンモールの運営に委託することになったことに伴い、同社の管理運営に移行した。
2025年（令和7年）4月18日には、核店舗がイオンスタイル与野となり、ファッションフロア、暮らしの品フロアに新たに11の専門店が誕生した。

## 主なテナント
イオンスタイル与野店（店舗面積20,967m2）を核店舗として100以上のテナントが入居する。
- @FROSEN（1階）- イオンリテールが運営する冷凍食品の専門店[11]。
- 無印良品（1階）
- ペテモ（1階）
- メガスポーツ（2階）
- ユニクロ（2階）
- ABCマート（2階）
- ノジマ（2階）
- GiGo（3階）
- ダイソー（3階）
- 未来屋書店（3階）